# Будянский, Владимир Дмитриевич
Владимир Дмитриевич Будянский (2 (14) июня 1892, Ломжинская губерния — 16 (29) июня 1920, Таврическая губерния) — участник Белого движения на Юге России, поручик 3-го Дроздовского полка.

## Биография
Из потомственных дворян Гродненской губернии. Сын капитана.
Окончил Полоцкий кадетский корпус (1910) и Константиновское артиллерийское училище (1913), откуда выпущен был подпоручиком в 3-й Сибирский мортирный артиллерийский дивизион, с которым и вступил в Первую мировую войну. Попал в германский плен 8 октября 1914 года.
В Гражданскую войну участвовал в Белом движении на Юге России, в Добровольческой армии и ВСЮР — в 3-й гаубичной батарее Дроздовской артиллерийской бригады. С 22 февраля 1919 года — в тяжелой батарее, с сентября 1919 года — командир орудия в 7-й батарее той же бригады. С мая 1920 года командовал взводом команды пеших разведчиков в 3-м Дроздовском стрелковом полку, поручик. Убит 16 июня 1920 года под Сладкой Балкой. Награждён орденом Св. Николая Чудотворца
За то, что в бою 16 июня 1920 года у дер. Сладкая Балка он, вступив за выбытием начальника, в командование пешими разведчиками полка, перешел в решительную атаку во фланг обходившему противнику, несмотря на ранение продолжал лично увлекать за собой разведчиков и подойдя к противнику на 100 шагов, бросился на него в штыки и здесь был смертельно ранен, умирая продолжал воодушевлять своих разведчиков на движение вперед. Благодаря примеру столь доблестного и геройского самоотвержения, разведчики опрокинули во много раз сильнейшего противника и восстановили положение.